# Bekkjarvik
Bekkjarvik est un village de Norvège dans le Vestland appartenant à la municipalité d'Austevoll.

## Description
Le village est localisé sur la côte nord-est de l'île de Selbjørn.